# تسوش
تسوش (به آلمانی: Züsch) یک شهر در آلمان است که در تریر-زاربورگ واقع شده‌است. تسوش ۶۴۵ نفر جمعیت دارد.